# NGC 3749
NGC 3749 é uma galáxia espiral (Sa) localizada na direcção da constelação de Centaurus. Possui uma declinação de -37° 59' 51" e uma ascensão recta de 11 horas, 35 minutos e 53,0 segundos.
A galáxia NGC 3749 foi descoberta em 21 de Abril de 1835 por John Herschel.